# Marugame
Marugame è una città giapponese della prefettura di Kagawa.

## Amministrazione

### Gemellaggi
- San Sebastián
- Pasig